# Andrea Rosius à Porta
Andrea Rosius à Porta (* getauft 16. November 1754 in Fideris; † 10. August 1838 in Ftan) war ein Schweizer reformierter Geistlicher und Pädagoge.

## Leben
Andrea Rosius à Porta  wurde als Sohn des Pfarrers Johann Rosius à Porta und dessen Frau Anna Bonorand in Fideris geboren und am 16. November 1754 getauft. Als à Porta vier Jahre alt war, zog seine Familie nach Zuoz. Dort erhielt er seine Schulausbildung und wurde am 10. Juni 1776 in die evangelisch-rätische Synode aufgenommen. Damit durfte er als Pfarrer im Freistaat der Drei Bünde tätig sein. Zunächst war er Lehrer für Italienisch am Philanthropin im Schloss Marschlins. Nachweisen lässt sich dies erst ab 1777, denn im gleichen Jahr schloss diese Schule. Zugleich setzte er seine Weiterbildung auf mehreren Zweigen der Wissenschaft fort, unter anderem der Physik. 
Anschliessend wurde er arbeitslos und entschied sich, Hauslehrer zu werden. Später war er als Feldprediger tätig und verbrachte 14 Jahre in Frankreich. Vermutlich 1792 kehrte er nach Ftan zurück, wo er wohl als Pfarrer tätig war; so ist vermerkt, dass er selber am 28. Dezember 1792 taufte. Danach war er mehrmals Vertretungspfarrer in Ftan und umliegenden Gemeinden. 
Am 1. Oktober 1793 eröffnete à Porta das Instituts à Porta (heute: Hochalpines Institut Ftan), da nach seiner Auffassung die Schulsituation zur damaligen Zeit in der Umgebung sehr schlecht war. So wurde an einer Schule nur von zwei Landwirten unterrichtet, die kaum über pädagogische Bildung verfügten. Vom 25. auf den 26. April 1794 brannte es in Ftan, sodass man das Institut nach Zuoz verlegte. Erst zwei Jahre später, am 15. Oktober 1796, konnte der Unterricht wieder in Ftan erfolgen. Als die Österreicher 1798 und im Folgejahr die Franzosen den Kanton besetzten, wurde der Schulunterricht wieder erschwert. Erst im Jahr 1829 – inzwischen war wieder normaler Unterricht mit Schwerpunkt auf Fremdsprachen möglich und die Bildungsstätte war ziemlich erfolgreich geworden – zog sich à Porta zurück und übertrug die Schulleitung auf seine zwei Söhne. Am 10. August 1838 verstarb à Porta in Ftan.

## Werke
- Conversatiun tra ün stüdent nell’Engiadina bassa sopra’l stylo velg e nouf (Coira 1793)
- Reflexiuns cristianas sopra L’incenidi da Ftan arriva la not del 15/26 avril 1794 (1795)
- Il magister amiaivel chi muossa als infants a lear e ad incler quai ch’els lean (Luzein 1818)